# Gliese 318
Désignations
Gliese 318, également désignée WD 0839-327, est une naine blanche de la constellation australe de la Boussole. Sa magnitude apparente est de 11,85.
L'étoile présente une parallaxe annuelle de 117,40 ± 0,02 mas telle que mesurée par le satellite Gaia, ce qui permet d'en déduire qu'elle est distante de ∼ 27,8 a.l. (∼ 8,52 pc) de la Terre. Elle s'éloigne du Système solaire à une vitesse radiale héliocentrique de +53 km/s. L'étoile se déplace sur la sphère céleste à un mouvement propre élevé de 1,71 seconde d'arc par an.
Gliese 318 est une naine blanche riche en hydrogène de type spectral DA5,5. Elle apparaît ne pas être variable. Sa température de surface est d'environ 9 120 K. Étant donné que les naines blanches dispersent régulièrement leur chaleur au cours du temps, sa température peut être utilisée pour estimer son âge, qui est d'environ 550 millions d'années. Sa masse vaut 45 % celle du Soleil, mais sa luminosité n'est que de 0,14 %.